# Степановская (Кемское сельское поселение)
Степановская — деревня в Вытегорском районе Вологодской области.
Входит в состав Кемского сельского поселения, с точки зрения административно-территориального деления — в Кемский сельсовет.
Расстояние до районного центра Вытегры по автодороге — 121 км, до центра муниципального образования посёлка Мирный  по прямой — 17 км. Ближайшие населённые пункты — Кузьминская, Новая.
По данным переписи в 2002 году постоянного населения не было.